# 권진영
권진영(1979년 1월 10일 ~ )은 대한민국의 희극인다.

## 이력
2002년 KBS 17기 공채 대상을 받고 개그맨으로 정식 데뷔하였으며 KBS 개그콘서트 우비삼남매에 박준형, 김다래와 함께 우비소녀로 출연을 하였고, 박명수를 닮은 외모로 우씨!!!라는 유행어를 흉내내며, 한때 여자 박명수로 불렸으며 KBS 연예대상에서 신인상을 수상했다. 생생정보통의 신대박의 비밀 나레이션을 맡고있다. 이후 불만제로에서 불만녀로 활동을 하였다.

## 출연작

### 방송
- 《개그콘서트》
  - 〈우비삼남매〉
  - 〈봉숭아학당〉
  - 〈대단해요〉
  - 〈우리들은 새싹들이다〉
  - 〈사오정 친구들〉
  - 〈애들은 재웠수〉
  - 〈준호삼촌〉
  - 〈폭탄스〉
  - 〈외삼촌〉
- 《불만제로》
- 《코미디 X-1》
- 《미녀들의 1박 2일》
- 《생생 정보통》 신대박의 비밀
- 《쇼! 행운열차》
- 《세 남자》
- 《EBS 고전읽기》
- 《명로진 권진영의 고전읽기》
- 《개는 훌륭하다》

### 영화
- 《소녀X소녀》(2007년) - 최지혜 역
- 《기다리다 미쳐》(2008년) - 경숙 역

### 드라마
- 《미남이시네요》(2009년) - 리포터 역

### 라디오 프로그램
- 2015년 EBS FM 《EBS 책 읽는 라디오 낭독 시리즈》

#### 팟캐스트
- 2014년~현재 《명로진 권진영의 고전읽기》

### CF
- 하이마트
- 아모스 글라스 데코

## 수상
- 2003년 KBS 연예대상 코미디부문 여자 신인상